# Mandyleigh Storm
Mandyleigh Storm (* 27. Mai 1972 in Southampton, England) ist eine englisch-australische Sängerin und Songwriterin.

## Leben
Mandyleigh Storm nahm 3 Jahre Ballettunterricht im Alter von 8 bis 11 Jahren. 
Mandyleigh hat am Anfang viele Lieder von Barbra Streisand gesungen und wechselte dann schnell in die Musik der 30er, 40er, 50er und 60er Jahre. Sie entwickelte eine Vorliebe für Jazz, Gospel, Soul und insbesondere Blues.
Sie wurde von vielen großartigen Künstlern beeinflusst, wie zum Beispiel John Lennon, Janis Joplin, Nick Drake, Jackie Wilson, Seal, Barbra Streisand, Sarah Vaughn, Nina Simone, George Michael, Annie Lennox, The Beatles, Coldplay und Jamiroquai.
Im November 2006 entschied sich Mandyleigh, sich bei der Internetplattform Sellaband anzumelden. Im Juni 2007 hatte sie als insgesamt siebente Künstlerin (und als erste aus Australien) die notwendigen US $50,000 von den Fans eingesammelt. Das mit diesem Budget entstandene Album mit dem Namen Fire & Snow wurde im März 2008 auf den Markt gebracht.
Das Album wurde im November 2007 in Soho, London in Dean St Studio unter Federführung von Mick Glossop aufgenommen, der bereits mit Van Morrison, Frank Zappa, PIL, The Waterboys und Sinéad O’Connor gearbeitet hat.

## Diskografie

### Alben
- 2008: Fire & Snow
- 2007: How We See the World (Sampler)
- 2007: Sellaband Presents Part 2 (Sampler)